# Femtogo
 (février 2025).
Motif : Notoriété encyclopédique ? EP, des titres sur Souncloud ?
- Archive Wikiwix
- Bing
- Cairn
- DuckDuckGo
- E. Universalis
- Gallica
- Google
- G. Books
- G. News
- G. Scholar
- Persée
- Qwant
- (zh) Baidu
- (ru) Yandex
- (wd) trouver des œuvres sur Wikidata

| 1. | Préciser le motif de la pose du bandeau. | Précisez le motif de la pose du bandeau en utilisant la syntaxe suivante : {{admissibilité à vérifier\|date=août 2025\|motif=remplacez ce texte par le motif}}               |
| 2. | Informer les utilisateurs concernés.     | Pensez à avertir le créateur de l'article, par exemple, en insérant le code ci-dessous sur sa page de discussion : {{subst:avertissement admissibilité à vérifier\|Femtogo}} |

 (juin 2025).
Femtogo, aussi connu sous le pseudonyme de « baby hayabusa », est un rappeur français.

## Biographie

### Carrière
Femtogo est le représentant de la Warfare Music en France, un style de rap regorgeant de références culturelles et historiques. Il est également membre du collectif SPK (ScarPackage) composé des rappeurs Irko, Giacoshi et Amnézzia.
Il commence sa carrière sur SoundCloud avec le son Salim, suivis de beaucoup d'autres dont l'EP 2Piece en 2022, contenant les titres Code et Glaive[source secondaire nécessaire].
En mai 2022, il sort un EP appelé BRAVO-6 produit par amne, puis un autre en octobre 2022 appelé One Man Army avec le producteur neophron.
En novembre 2023, il sort le son Any Mercy Forbidden sur SoundCloud pour annoncer la sortie de son EP appelé NAMELESS BELLIGERENT avec neophron.
En 2024, il sort un EP avec le producteur Vilhelm appelé La Bête.
Fin 2024, il sort l'album archives sur les plateformes de streaming, cet album étant en réalité une compilation de nombreuses musiques qu'il avait pour la plupart supprimées de son SoundCloud entre 2021 et 2023[source secondaire nécessaire].
En février 2025 il sort son EP Francs-Tireurs Partisans.
Il faut comprendre que Femtogo et Baby Hayabusa sont la même personne, mais 2 artistes différents. Le premier est plus trash, moins autotuné, plus technique. Le deuxième est plus chanté, planant. C'est ce qui fait la popularité ce ce rappeur au 2 ID